# محمدمیرک صالحی
محمد میرک صالحی خراسانی از خوشنویسان، شاعران و منشیان سده دهم هجری است.
صالحی از نوادگان خواجه عبدالله مروارید کرمانی است در هرات متولد شد و در مشهد نشو و نما یافت. اصل و نسب او به خواجه نظام‌الملک طوسی می‌رسد. از این رو تذکره‌نویسان معاصرش، وی را هروی و مشهدی هم نوشته‌اند. 
صالحی هروی در نوشتن انواع خطوط درجه کمال داشت و وی را از خوشنویسان برجسته دانسته‌اند. او فی‌البداهه شعر می‌گفت و سوای غزلیاتش قصیده‌ای نیز دارد. به قول بدوانی «سلیقه تمام در شعر و انشاء داشت». صالحی در فن معما نیز مهارت کامل داشت. 
وی مانند برادر بزرگتر خود، احمد میرک صاحی خراسانی، از منشیان زبردست زمان شاه تهماسب (۹۳۰ - ۹۸۴ ق.) بود صالحی در زمان اکبرشاه به هند رفت و ازجمله منشیان او بود و در مدح اکبر، امپراتور گورکانی هند، اشعار بسیاری دارد. گفته‌اند در آخر عمر به موطن خود هرات بازگشت و همانجا درگذشت و برخی آورده‌اند در مشهد درگذشت.